# Fabio Baggio
Fabio Baggio, C.S. (Bassano del Grappa, 15 de janeiro de 1965) é um cardeal italiano da Igreja Católica, desde 2022 é o secretário adjunto do Dicastério para o Serviço do Desenvolvimento Humano Integral para a Seção de Migrantes e Refugiados.

## Vida
Fabio Baggio ingressou na Congregatio Scalabriniana em 1976 e emitiu a profissão perpétua em 1991. Recebeu a ordenação presbiteral em 1992 e trabalhou como sacerdote missionário da Congregação dos Missionários de São Carlos. De 1995 a 1997 trabalhou no Chile para a Comissão Episcopal para as Migrações, depois de ter assumido anteriormente as primeiras funções como pároco na capital, Santiago do Chile. Em 1999 mudou-se para a Argentina e chefiou o departamento de migração da Arquidiocese de Buenos Aires até 2002. Dirigiu o Centro de Migração Scalabrini em Quezon City, nas Filipinas, e foi responsável pelo Asian and Pacific Migration Journal (2002–2010). Em 2010 foi nomeado diretor do Instituto Scalabrini de Migrações Internacionais (SIMI) em Roma. Após o seu regresso à Itália, foi também professor na Faculdade Teológica da Pontifícia Universidade Urbaniana até à sua nomeação para a Cúria Romana e lecionou em várias universidades europeias, latino-americanas e asiáticas.
Em 14 de dezembro de 2016, o Papa Francisco o nomeou Subsecretário do Dicastério para o Desenvolvimento Humano Integral, a partir de 1 de janeiro de 2017.  A sua responsabilidade pela área dos migrantes e refugiados foi confirmada pelo Papa em 23 de abril de 2022 e ampliada para incluir a área de projetos especiais.
Desde 26 de agosto de 2021, Baggio também é Secretário da Comissão Vaticano COVID-19, que aborda os desafios socioeconômicos do futuro da pandemia COVID-19.
Durante o Angelus de 6 de outubro de 2024, Papa Francisco anunciou que o criaria cardeal no Consistório de 7 de dezembro de 2024. Em 31 de outubro do mesmo ano, foi nomeado como arcebispo titular de Urusi. Recebeu durante o Consistório o barrete vermelho, o anel cardinalício e o título de cardeal-diácono de São Filipe Néri em Eurosia.
O cardeal Michael Czerny, do qual é subsecretário, conferiu a ordenação episcopal em 11 de janeiro de 2025, na Capela do Centro Missionário Scalabrini de Bassano del Grappa (VI). Foi coadjuvado pelo cardeal Silvano Maria Tomasi, C.S., delegado especial da Ordem Soberana e Militar de Malta e por Giuliano Brugnotto, bispo de Vicenza.